# Tee (Golfsport)

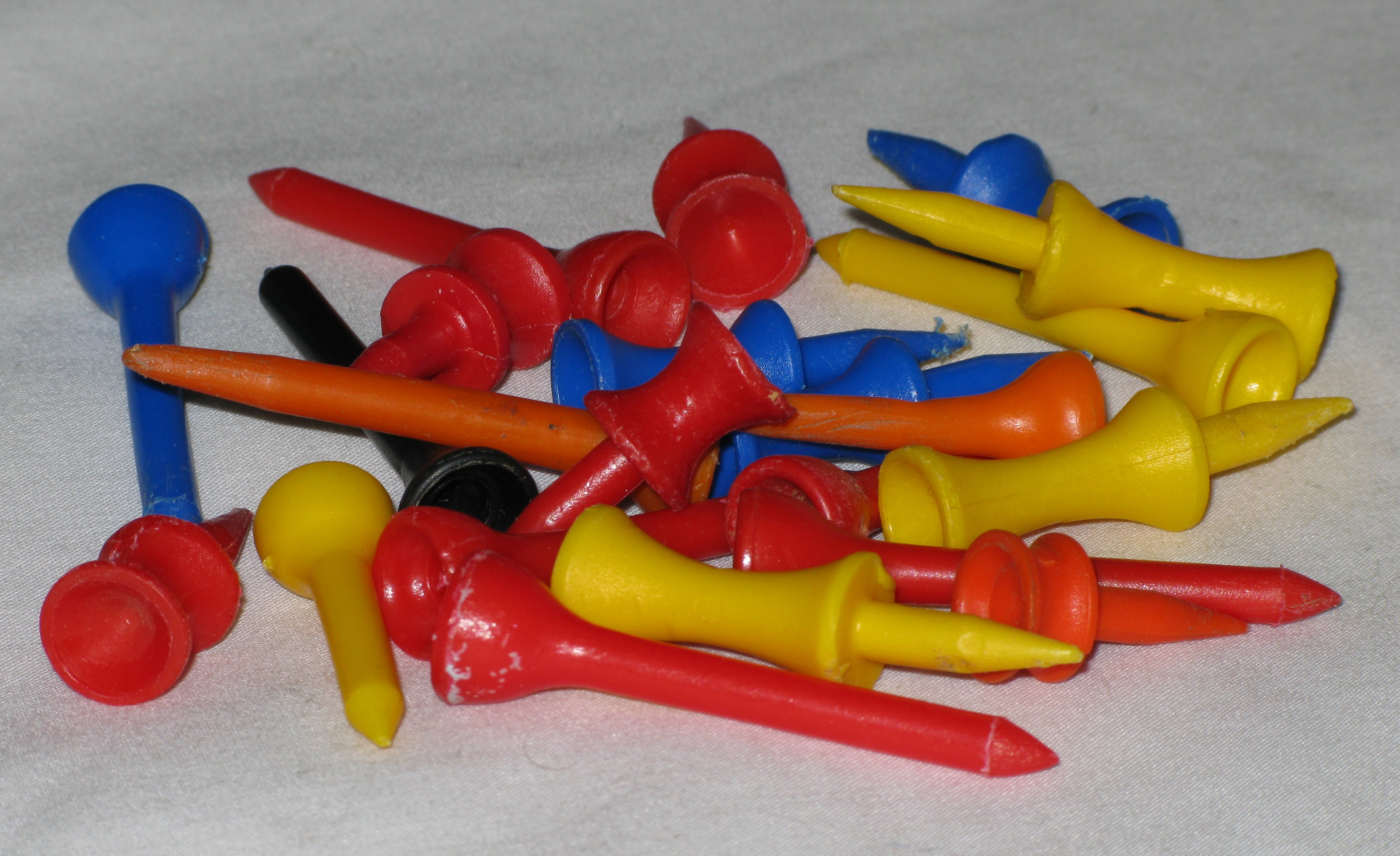
Tees

Ein Tee (IPA: [tiː], anhörenⓘ) im Golfsport, entsprechend auch Golftee genannt, ist ein kleiner Stift aus Holz oder Kunststoff bzw. einer Verbindung aus beiden Werkstoffen, der beim Abschlag in den Boden gesteckt wird und auf den dann der Ball aufgelegt (aufgeteet) werden darf. Der Ball liegt somit erhöht und ist einfacher zu spielen. Das Aufteen des Balles ist nur beim ersten Schlag einer jeden Spielbahn erlaubt. Der Abschlagsort an sich, die rechteckige und meistens erhöhte Rasenfläche zu Beginn jeder Spielbahn, wird ebenfalls Tee genannt.
Ein normales Tee ist 2 1/8 Zoll (ca. 5,4 cm) lang. Die Maximallänge ist auf 4 Zoll (10,16 cm) beschränkt. Besonders für Abschläge mit dem Driver (Holz 1) werden gerne überlange Tees verwendet. In der kalten Jahreszeit kommen flache Wintertees aus Kunststoff zum Einsatz, da sich die normalen Tees dann nicht mehr in den harten Boden stecken lassen.

## Geschichte
Die Einführung des Tees war die letzte große Veränderung der Golfregeln vor 2019. Vor dieser Änderung wurde der Ball auf einem kleinen Sandhaufen aufgelegt. Zu diesem Zweck wurden an jedem Abschlag mit Sand gefüllte Kisten (englisch: „boxes“) bereitgestellt. So erklärt sich auch der Name „tee box“, der heute noch für den Bereich des Abschlages verwendet wird.
Das erste patentierte Tee stammt aus dem Jahr 1892. Das Tee nannte sich „Perfectum“ und war ein Eisenstöpsel mit einem Gummiring, der mit einem Kopf aus aufrechten Gummistiften gekrönt wurde.
Seit dieser Zeit gab es viele Erfindungen und Innovationen, die sich aber alle nicht dauerhaft durchsetzen konnten. Das klassische Tee, welches von den meisten Golfern verwendet wird, ist immer noch ein nagelartiger Stift aus Holz. Lediglich Tees aus Kunststoff haben aus Gründen der Haltbarkeit einige Verbreitung erreicht, sind aber auf Golfplätzen aufgrund ihrer schlechten Umweltverträglichkeit nicht gerne gesehen. Als Kompromiss zwischen Haltbarkeit und Umweltverträglichkeit werden mittlerweile biologisch abbaubare Tees, beispielsweise aus gepresstem Weizen oder biologisch abbaubaren Kunststoffen, angeboten.
Im Jahr 2004 wurden Tees verboten, die die Spiellinie anzeigen oder die Bewegung des Balles beeinflussen können.